# Apolonia Załuska-Strömberg
Apolonia Gertruda Junosza-Załuska-Strömberg, född den 9 februari 1906 i Grudziądz, död den 25 februari 2005 i Stockholm, var en polsk och svensk filolog, översättare och universitetslektor.

## Biografi
Sin barndom tillbringade Apolonia Załuska-Strömberg i Brodnica. Som 13-åring började hon på ett läroverk för flickor i Kościerzyna. 1924 tog hon studentexamen i Warszawa, varefter hon studerade polsk filologi vid universitetet i Poznań. År 1930 fick hon magisterexamen inom polsk filologi med uppsatsen "Przyroda w twórczości Franciszka Karpińskiego" ("Naturen i Franciszek Karpińskis författarskap").
1934 promoverades hon till filosofie doktor vid Jagellonska universitetet i Kraków med avhandlingen "Poezja opisowa Dellille'a w Polsce" ("Delilles beskrivande poesi i Polen") och fick utmärkelse som årets bästa dissertation. 1936 bosatte hon sig i Warszawa, där hon började universitetstudier i svenska, och efter att ha fått ett stipendium flyttade hon till Sverige, där hon fram till 1939 innehade lektoratet i polska vid Uppsala universitet, samtidigt som hon bedrev forskning och översatte från svenska. De första översättningar som var klara att tryckas brändes av Gestapo på förlaget Książnica-Atlas i Warszawa i början av kriget.
1939 kom hon tillbaka till Polen där hon undervisade i svenska. När andra världskriget bröt ut vistades hon i Brodnica. Hon blev tvungen att hemlighålla sin utbildning och arbeta fysiskt samtidigt som hon engagerade sig i Hemarméns (Armia Krajowa) motståndsverksamhet. Hon utsattes för repressalier till följd av operationen "Łańcuch" ("Kedja"). Efter andra världskrigets slut arbetade hon som rektor för gymnasieskolan i Brodnica men efter några månader sa hon upp sig från denna tjänst, flyttade till Kraków och blev lektor i svenska vid Jagellonska universitetet. År 1946 fick hon ett stipendium från regeringen i Warszawa, lämnade Polen och tillträdde tjänsten som lektor i polska vid Uppsala universitet. Vid sidan om sitt arbete fortsatte hon studierna i nordiska språk, i synnerhet fornisländska. Från 1957 undervisade hon i skandinavistik där.
Apolonia Załuska-Strömberg översatte flera klassiska verk och kända isländska sagor till polska, bland annat den poetiska Eddan / Äldre Eddan (Edda poetycka) som gavs ut 1986 på förlaget Ossolineum. 
Hon var medlem i flera lärda samfund och vetenskapliga akademier, såsom Polskie Towarzystwo Naukowe na Obczyźnie (Polska Vetenskapssällskapet i Utlandet), Språkvetenskapliga Sällskapet i Uppsala samt Nordiska Slavistförbundet.
I enlighet med Załuska-Strömbergs sista vilja donerades hennes brevväxling, publikationer, dokument samt privata ägodelar till museet i Brodnica.

## Utmärkelser
År 1975 mottog Apolonia Załuska-Strömberg ordenstecknet Riddarkorset av Islands falkorden - den högsta utmärkelsegraden som utdelas av republiken Island - för sina insatser för spridningen av den isländska kulturen.